# Budahegyvidéki Református Egyházközség
A Budapest-Budahegyvidéki Református Egyházközség a XII. kerület területén található, a Budapest-Déli Református Egyházmegye, és a Dunamelléki Református Egyházkerület részeként éli a gyülekezet aktív hitbeli életét.

## A gyülekezet története
A Budahegyvidéki Református Egyházközséget 1931-ben alapították az akkortájt benépesülő budahegyvidék református lakói. 
Az istentiszteleteket kezdetben a Márvány utcai iskolában tartották, mígnem 1935-ben meg nem vásárolták a Böszörményi út és a Beethoven utca sarkán álló épületet, amely mindmáig a gyülekezet otthona.
Az eredetileg étteremnek épült épületet az egyházközség csak ideiglenesen akarta használni és 1941-ben a templomépítés céljára meg is kapták azt a területet amelyen ma a MOM Művelődési Központ áll. Végül a világháború és a kommunizmus nemcsak az új templom felépítését, de a Böszörményi úti épület komolyabb átépítéseit is rendre meghiúsította. Csak az 1980-as években vetődhetett fel újra a gyülekezeti ház bővítésének, templom jellegűvé formálásának gondolata.
Bár 1995-ben az átépítés első szakasza – amelynek legszembetűnőbb eredményei a karzatos templomtér és az erdélyi jellegű torony - lezáródott a templom átépítési munkálatai mindmáig folyamatban vannak.
Az egyházközség 1008 tagját az 1997-ben lelkipásztornak megválasztott Szabó István pásztorolja, aki 2002-től a Dunamelléki Református Egyházkerület püspöke.

## A templom építészeti története
1932: Wandra Lajos műépítész megtervezte az épületet, amely "Claridge" néven bevezetett étterem és kávéház formájában nyílt meg (a Gaál u. felől volt az étterem, a Böszörményi úti fronton a kávéház, középen a konyha, az emeleten a vendéglős lakása és a bridzsklub. Az épület lapos tetején nyári kerthelyiség létesült.
1935-ben az épületet eladták a Református Egyháznak. Az első istentiszteletet 1935. május 5-én tartották. A templom első lelkésze Szabolcska László (Szabolcska Mihály költő fia) volt, 1957-ben bekövetkezett haláláig. 1948-ban a hívek adományaiból fémvázas haranglábat emeltek hozzá.
Az 1980-as évek közepére a templom látogatottsága jelentősen megnőtt és a nem templom céljára emelt épület szűknek bizonyult. A presbitérium elhatározta, hogy az épületet átépítik. Az átépítés fő szempontjai a befogadóképesség megnövelése, az épület templom-jellegű kialakítása, a sok problémát okozó lapostető megszüntetése és az építkezés alatti folyamatos gyülekezeti működés lehetővé tétele voltak.
Az átépítésre a tervpályázatot 1990-ben írták ki. A 17 pályaműből a zsűri a "Genève" jeligéjű pályázatot nyilvánította győztesnek, Nyíri Mária és Varga László építész-házaspár tervét. A kiviteli terveket Nyíri Mária 1994-ben készítette el. Időközben a rendezési terv lehetővé tette egy 33 m magas torony építését is. Ez utóbbi statikai terveit Wehner Péter készítette, a tervek általános statikai tervei Detre Dezső nevéhez fűződnek.

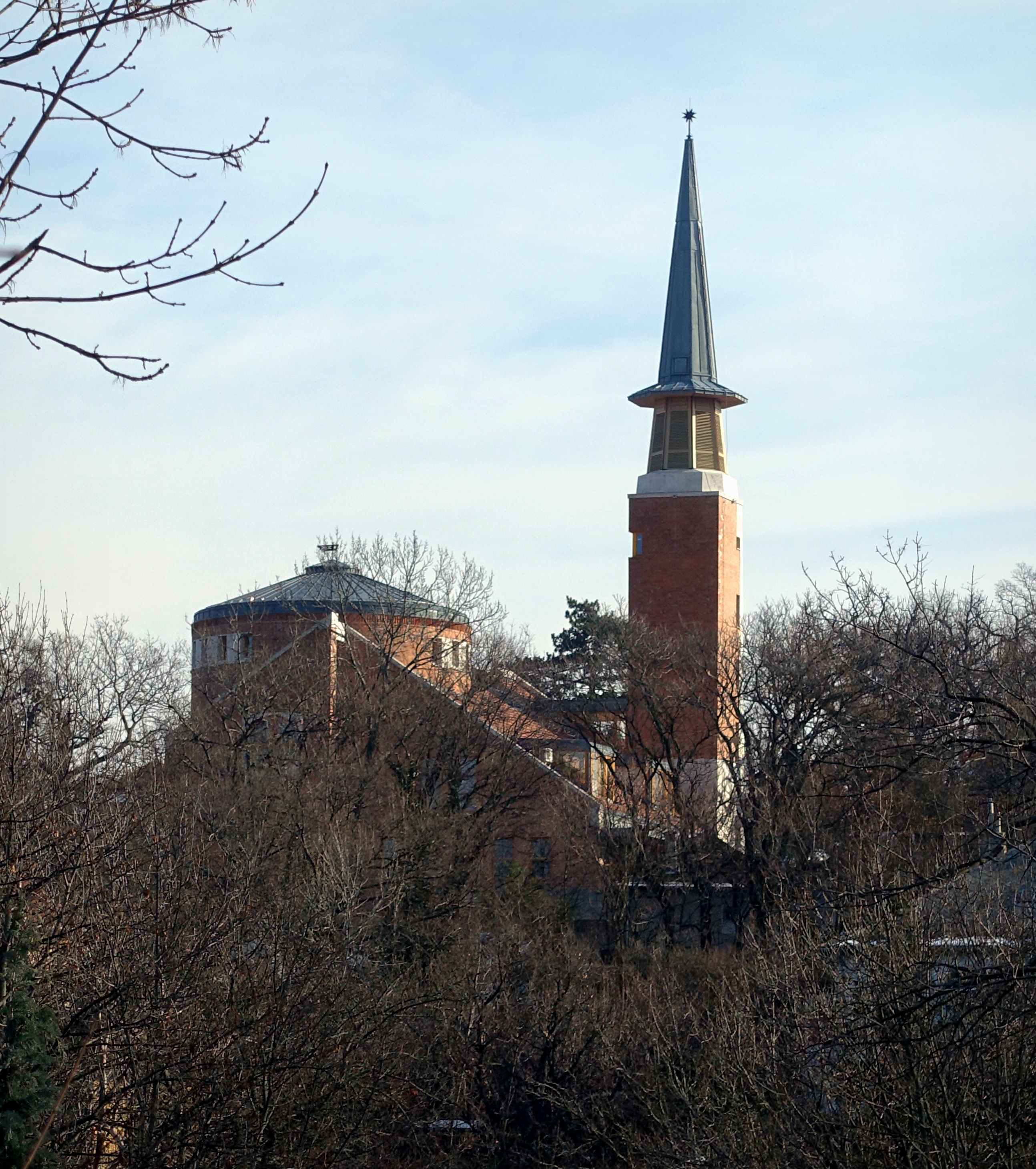
Svábhegyi Református Egyházközség temploma (1125 Budapest, Felhő utca 10.)

Az építkezés kivitelezését a szentendrei "Kámfor" építőipari kft. végezte el. A toronygömbben helyezték el az épület alapító okmányát. A belső berendezés (szószék, úrasztala, énekmutató táblák, világítótestek stb.) terveit Fekete György belsőépítész, a gyülekezet tagja készítette, aki annak kivitelezésében sajátkezűleg is részt vett. A szószéket és a világítótesteket díszítő fafaragások az 1999-ben elhunyt Barabás József erdélyi fafaragó művész munkái.
Az átépítés anyagi fedezetét a gyülekezeti tagok adományai, a dordrechti holland testvérgyülekezet segítsége, a XII. kerületi önkormányzat hozzájárulása és a Dunamelléki Református Egyházkerület kiegészítése biztosították.
A templomban 2001-ben új, digitális orgonát állítottak fel. A gyülekezet tervezi az építés folytatását, mert a lelkészlakás fafödémének kicseréléséhez és a manzárdban tervezett helyiségek kialakításához az építkezés végére nem maradt forrás.
2003-ban megkezdődött az önkormányzattól használatra kapott telken, a Felhő utcában, egy új templom építése, amely eljutott addig, hogy az alagsor használatba vehető állapotba került. Ezzel a Svábhegyi Prédikálóállomás előtt megnyílt a lehetőség, hogy önálló gyülekezetként működjön, Svábhegyi Református Missziói Egyházközség néven.

## A gyülekezet alkalmai
A gyülekezet életének centruma a vasárnap délelőtt 10 órakor kezdődő istentisztelet, amellyel egyidőben gyermekistentiszteletet is tartanak, míg a legkisebbeket játszóház várja.
Vasárnap és csütörtök este 6 órakor szintén istentiszteleti alkalom van, kedd este 6-kor és csütörtök délelőtt 10-től bibliaórát tartanak a gyülekezet tagjai.
Péntekenként 5-től gimnazistáknak, 7-től egyetemistáknak szóló ifjúsági alkalmak vannak.

## Az egyházközség területe
A városhatártól Makkosmária magasságában a Normafáig, Eötvös út, a Normafa állomástól a fogaskerekű vasút vonala, a fogaskerekű vasúttól a Szilágyi Erzsébet fasor, Széll Kálmán tér, Vérmező utca, Alkotás utca, Márvány utca, Győri út, Avar utca, Hegyalja út, Meredek utca, Hegyalja út, Németvölgyi út, Érdi út, Törökbálinti út, Irhás árok, Kakukkhegyi út, Kakukkhegyi erdősor a városhatárig, városhatár.